# Koidu (Haapsalu)
Koordinaten: 58° 48′ N, 23° 33′ O
Koidu ist ein Dorf (estnisch küla) in der Stadtgemeinde Haapsalu (bis 2017: Landgemeinde Ridala) im Kreis Lääne in Estland.

## Einwohnerschaft und Lage
Der Ort hat zehn Einwohner (Stand 31. Dezember 2011). Er liegt auf der Halbinsel Puise.
Das Dorf gehört zum Nationalpark Matsalu.